# Chiriscus giambiagiae
Chiriscus giambiagiae là một loài chân đều trong họ Chaetiliidae. Loài này được Torti & Bastida miêu tả khoa học năm 1972.